# キッテデカ
『キッテデカ』は、作画：寺沢大介・原案：高橋遠州による日本の漫画。小学館の刊行する青年向け漫画雑誌『ビッグコミック増刊号』の2011年10月17日号に第1話が読み切り作品として掲載され、その後2014年8月17日号まで不定期連載された。また、『ビッグコミック』本誌にも2012年から2013年にかけて不定期掲載された。
切手マニアの刑事が、切手にまつわる事件に遭遇し、その知識を活かして活躍する、一話完結のシリーズである。

## 登場人物

### 警視庁
前島 郵雅（まえじま ゆうが）
主人公。警視庁刑事部特別捜査室に所属する刑事で、切手マニア。切手に対する情熱だけは誰にも負けない。
本人は日本郵便か日本郵趣協会に就職し、勤務中は切手を眺め、仕事を終えた後に趣味の仲間と切手について語り合いたいと思っていたが、後述の今田によって無理矢理警視庁の採用試験を受けさせられた上、特別捜査室に配属させられてしまう。そのため、本来なら警視庁に勤務するエリートだが、特別捜査室に配属されていること自体嬉しくもなく、仕事に情熱もなければ、敏腕ともいえず、切手に関すること以外は興味も示さない。同僚からも「役に立たないので何もしてくれないほうがいい」と言われているが、切手や郵便に関する事件が発生した際、その知識を活かし活躍する。郵便局員にも知り合いがいて、局員に目当ての切手をキープしてもらったり、彼にもめごと（事件）をもちこむこともある。
「切手」に関する知識における捜査には積極的なので、高倉に「それを応用した紙幣印刷」がらみの捜査を依頼された事がある。
宮園 密香（みやぞの ひそか）
警視庁刑事部特別捜査室に配属された新人刑事。配属されてすぐ、前島とコンビを組まされ、以後前島の切手マニアぶりには閉口しているものの、そのままなし崩し的にコンビを組んでいる。
前島から、「自分と結婚したら、日本の郵便制度の父と呼ばれる前島密と一字違いの同名になるので、切手仲間にウケる」という理由でプロポーズされ激怒するが、その後も前島から「ヒソカちゃん」と呼ばれ口説かれている。
今田 英二郎（いまだ えいじろう）
警視庁刑事部特別捜査室の室長で前島や宮園の上司。前島の亡父の大学時代の後輩で、亡くなった先輩の代わりに自分が面倒をみるという理由で、嫌がる前島を無理矢理警視庁の採用試験を受けさせた上、特別捜査室に引っ張り配属させた。
仕事は二の次で勤務中も趣味に没頭している前島が頭痛の種ではあるが、切手に関わる難事件をいくつも解決している才能を期待している。
緒方 招二（おがた しょうじ）
警視庁捜査一課殺人犯捜査第4係長で階級は警部。年齢は前島と同じくらいだが、ノンキャリアで最短距離で出世したエリート。上層部（高倉）からの強い希望で前島に捜査協力を求める。
当初は前島のことを自分より階級が下の平刑事だと軽んじていたが、捜査協力を求めた事件を、切手を通して解決した前島の才能を認め、評価する。
高倉（たかくら）
サイトウスタンプの常連客で、前島とは切手仲間。実は警視総監なのだが、前島はそのことに気づかずに接している。
前島の切手や郵便に関する知識を高く評価していて、今田を通して前島に捜査を依頼している。

### その他
前島と切手などで関係する人々。
ペニー・ブラック
前島の切手仲間で、イギリス大使館の一等書記官。イギリス貴族の跡取り息子で、金持ちを自慢したり、多少小心な時があるが、正義感もあり悪人ではない。自分の国が世界で最初に郵便制度を作ったことを誇り、それを自慢している。前島が予約していた竜文切手を資本力で横取りしてしまい、前島と斉藤の企み（収集・投資価値のない幻の年月日切手を売りつける）に引っかかってしまう。また、切手投機者とともに「サイトウスタンプ」から切手を購入することが多い。宮園のことが好きらしいが、変人扱いされて相手にされない。なお、「ペニー・ブラック」とはイギリスで発行された世界初の切手の通称である。
斉藤 祐介（さいとう ゆうすけ）
サイトウスタンプという店を営む切手商。切手に関する知識と人脈は計り知れず、前島の切手に関する師匠とも呼べる存在で、前島もアドバイスを頼むことがある。だが、現金に弱く、前島が自分が買うので売らないように頼んでいた竜文切手を大金を積まれてあっさり売ってしまう。
郵便物に関する知識では「切手」が一番詳しいが、「消印」の知識もある。そのため、前島にカラ出張疑いの政治家の唯一の証拠品である「封書」の消印から、それが偽装（幻の年月日）であることを指摘してカラ出張の証拠を突き止める事が出来た。
小川 春男（おがわ　はるお）
サイトウスタンプの常連客だが、純粋な中学生コレクターなので斉藤は良心的に対応している。父・雅男が中国駐在中、反日デモのあおりを受けてけがをして入院。彼は家計の足しにと切手を売ろうと考えていたが、斉藤は心配して前島に相談する。その後、彼を狙おうとした中国人暴漢は逮捕された。前島と宮園によって、雅男が現地の取引先から送られた「赤猿」切手を小川家で発見。この切手で糊口をしのげることになった。
彼は父や斉藤、前島からサル顔ということで「サル男（くん）」とあだ名で呼ばれている。また、飼い犬・パンチが見つけた市川海老蔵版画がきっかけで、詐欺師（自称貿易商）が摘発された。
坂井 隆雅（さかい たかまさ）
前島が親しく交流している若手の郵便局員。彼は赴任先（集配地区担当移転後）も常時、地区内の人々に親身になっている（一部誤って住所を間違えた手紙もちゃんと届けるぐらいである）。だが、地元の顔なじみだったニートに強盗目的で殺害される、享年23。前島は彼のダイイングメッセージをこつこつ探し出し、犯人を突き止めた。前島曰く、「切手収集家である我々に記念切手をとってくれた」「板橋のおばあちゃんのために、誤った住所でも届けてくれ、その後も見に来てくれた」と彼の世話になった人は多いという。
金子（かねこ）
前島が親しく交流している郵便局員で、南川口郵便局に勤務。彼の顧客の老婆が宝くじ詐欺にあっていて困っていると前島に相談、詐欺師たちは「我々は主の神託を受けている」と宗教を隠れ蓑にして言い逃れようとするが、その詐欺師が出したぼろを前島が突き止め、摘発する事が出来た。

### 第1巻
橋田千賀子（はしだ ちかこ）
東京都・渋谷区で起きた連続窃盗事件の捜査を今田に押される形で、前島が訪問した家。宮園は「なんでこの家なのか」といぶかし気に思ったが、前島と入ると大事な手紙がないことが判明。それは彼女の別れた夫が差し出した昭和24年の「見返り美人」切手が貼られたものであった。前島は自らの趣味ネットワークを使い、窃盗団を突き止めた。
障碍者支援団体理事長
今田の知人女性。彼女がトラブルに巻き込まれたのではないかと思った今田の命を受けて前島と宮園が潜入、前島は彼女が借金をネタに脅されて「障碍者郵便割引悪用事件」を参考にした詐欺行為に巻き込まれたと気づく。事件を機に団体を廃業しようとする彼女に前島は「所有されている手紙類で当座の財政はしのげる」と救いの手を差し向ける。
窪之内英雄（くぼのうち ひでお）
無償で白鳥養護院の世話役をしている古老。実は切手マニアで、地上げ屋に連行、監禁されたときに満月印が押された「月に雁（図面）」の切手を遺留品に残したため、前島が知恵を働かせたうえ、警察への電話情報で地上げ屋のアジトを突き止めた。
ホルヘールイス・マルケス
前島、宮園、ブラックがカリブ諸国におけるタックスヘイブン（租税回避地）問題で捜査したときに面会した、自称・カリブ大学・国際経済学教授。だが彼の話とドミニカ共和国切手コレクションに前島は疑いの念を感じて、彼を逮捕した。前島が問い合わせたところ、同姓同名の人がいるが全くの別人で面会した相手は詐欺グループの一員であった。実は自称教授の見せた切手はドミニカ連邦（英連邦の君主国）であることを突き止め、さらに前島は「カリブ切手なんてつまんない」とダメだしする。
小田島（おだじま）
今田の先輩で、警察OB。今田とともに15年も凶悪犯・田崎洋兵を追い続けていた。厄介なことに田崎の潜伏先は東京・埼玉県境であり、埼玉県に逃げられると二人は埼玉県警に応援を頼もうとするが、前島は宮島に話した切手の話を思い出して、「飛び地」（埼玉県内の東京都内）に田崎を追い込み、逮捕。
田崎洋兵（たざき ようへい）
今田と小田島が追いかけている凶悪犯。今田が新人の頃に4世帯の家族を強盗・殺害して追われる身となる。関東近県を荒らしまわっていたが、東京の出身なのでこちらに戻るだろうと今田は読んだ。東京・埼玉と県境に逃げ込んで、今田たち（が勤務している、東京都が管轄の警視庁）の眼を潜り抜け、越境空白状態を利用しようとするが、前島の機転で逮捕となった。
小暮隆司（こぐれ りゅうじ）
外交族の衆議院議員だが、太平洋・島サミットの調査と称して遊んでいた疑いがあると今田は思い、前島・宮園に「小暮が滞在先から事務所に送った絵葉書」だけを証拠品として、カラ出張を証明してほしいと託す。斉藤に助けを求めると、「偽造された絵葉書」であると判明。
加山美子（かやま よしこ）
死亡した春永為夫（実業家）の愛人と称して、春永の葬式に参列。新橋のスナックで働いていた当時に出会ったという。経済的支援を求む彼女に為夫の妻・三枝は驚愕。息子・良樹が今田に助けを求めてきた。前島は為夫の持っていた「ビードロを吹く娘」切手から、現れた女性が偽物で、「美子の妹・夕子」であることが判明。夕子（偽美子）は為夫と美子の息子・為義（ためよし）から写真と手紙を盗み出し詐欺に利用しようとした。為義は「父である春永さんの本家に申し訳ない」と前島経由で伝えると、三枝は「ビードロ」切手を為義にプレゼントをした。

### 第2巻
島村徳男（しまむら とくお）
明治時代の外交官。歴史小説家・小島英哉のコレクションにあった極秘ファイル（アメリカ大使、デビット・ジャクソンにあてた書簡）の元持ち主。米国大使デビット・ジャクソンにあてた書簡にはジャクソンの趣味関連絵画（レプリカ？）が入っていた。前島と斎藤は所管の中身より貼り付けされた桜切手20銭のエンタイヤに興味を持った。
デビット・ジャクソン
島村が交流していた米国大使。
橋本隆司
公安部管理官で、今田たちと「島村ファイル」が国外に出る前に極秘裏に回収すべく手を組む事になったが、上から目線発言に、前島・宮園は激怒。前島は「切手マニアの底力を橋本に思い知らせてやる」と、一見見当違いの場所を調べ、「国内郵便向けにあった二重封筒」で手柄を握った。彼はそれを知り、「見下していた切手マニアに負けた」ことを認めた。
横田英雄（よこた ひでお）
細胞理論でノーベル化学賞を受賞した科学者。1959年生まれの59歳、西日本大学医学部に勤務。受賞された研究は父・英樹との共同作業とされるが、その研究がアメリカ人科学者の物でないかという疑いがかけられた。だが、前島は関係する郵便物から「その野口英世切手は偽物」と判明、英雄を助けた。前島がさらに突き詰めると、「英雄単独の研究」であることが判明。英雄はさらに前島に感服した。
浅川公平（あさかわ こうへい）
貨幣製造の国家公務員（工芸官）。1960年にA王国に招聘され、紙幣を造幣。最近、その偽造紙幣が出回ったことで、前島たちが捜査。彼は体が弱く病気がちで人見知りがち、第二次大戦従軍時に受けた傷で人目に出るのを嫌い、結婚せず技術者として全うする道を歩んでいた。実は当時の国王サヤーンの秘密を知ってしまい、国王を守るために失踪と称して帰国せず死ぬまでサヤーンの傍らにいたことが判明。
サヤーン
公平が1960年に招聘されてから2001年に死ぬまで、滞在して最高額紙幣100万Aを制作した発行先のA王国における国家元首（国王）。A王国はインド洋に浮かぶ小さな君主国で、鉱物資源が豊富だが、長らく群雄割拠の状態であった。当人が父の遺志を受け継いで統一したが、当人には前国王夫妻しか知らない秘密があり、公平がそれを知ってしまい、終生A王国に留まる事にした。
浅川陽二（あさかわ ようじ）
公平の弟で、町の印刷工場を経営。兄が造幣した外国紙幣のことで、前島・宮園が話すと、「大好きな兄貴を帰国させなかったA王国に復讐する為」と偽造を白状した。
木嶋修一郎（こぐれ しゅういちろう）
春男が拾った絵画の持ち主と称して斉藤スタンプに現れた、自称貿易商。だが、春男に対する対応などから前島と斎藤はいぶかしげに感じて、わなを仕掛ける（浮世絵の真贋をすり替えた）。宮園は二人に憤慨するが、「木嶋が置いていった本物を調べる必要がある」と説明。彼は逮捕される。
翡翠楊玉（ひすい ようぎょく）
緒方が前島に依頼した捜査の対象である、日本舞踊・翡翠派の家元、本名・吉田佐代子。斬新な演出で世間の注目を集め、カリスマ的人気。彼女には子供がいない為、紅玉と碧玉が候補に挙がっていたが、それが紅玉殺害事件の発端となったらしい。
翡翠紅玉（ひすい こうぎょく）
楊玉の後継者候補の一人で、才能と美貌に恵まれた若きスターで本命と噂されたが、翡翠流本部の裏庭から転落死した（本名・日向奈波）。緒方はもう一人の候補・碧玉が怪しいとにらんでいる。前島は碧玉が家元に出した手紙の切手から、碧玉が殺人犯であることが判明。だが、紅玉は「碧玉こそ翡翠派の根幹であり、家元にふさわしい」と遺言を残したことを知り、碧玉は泣き崩れる。
翡翠碧玉（ひすい へきぎょく）
楊玉の後継者候補の一人（本名・山田由布子）で、踊りの完成度が高いと噂。緒方は紅玉に対するコンプレックスから殺害したのだろうと推測。彼女は「紅玉は美しいカワセミ、私は地味なヤマセミ」と一見自嘲しているようだが、前島は「いやいや、あなたはヤマセミに憧れて小さなカワセミ（紅玉）より存在感を高めたいでしょ」と心の中で突っ込む。
伊豆流豊久（いずながれ とよひさ）
前島が今田の命令で飛ばされた伊豆流島にある伊豆流神社の宮司（なお、宮園も前島のおもりとして巻き添えで飛ばされている）。失踪した叔父の意思を尊重して「世界遺産のための調査」に協力しようとする彼に、反対派は「あなたの叔父は（島を守ろうとした）お父様に成敗された」と抗議。さらに彼に脅迫状が届いたというが、前島は「叔父を実際には成敗していない豊久父の無実を晴らすため」の狂言であることを見抜かれていた。
関谷（せきや）
警視庁勤務の天体マニア。アイソン彗星ツアーに参加しようとしたが、アイソン彗星の消滅で中止となり参加費もどぶに捨てられる状態となり、嘆く。前島と一緒になって天体切手の話に夢中になったので、今田に「隕石に関わる事件の捜査」を2人と宮園に回す。金野成樹の死について、地元の有力者・田中誠一郎に尋問する。田中の反応に疑いを持った彼は2人と共に調査。田中が宇宙隕石スキャンダルで医師の名前が汚されるのを嫌い、金野を誘い込み瓦斯毒殺したという。
金野成樹（かねの なるき）
山岳写真家で、星神隕石が発見された七和市山中（北山にある星神神社境内）にて不審死。また、隕石痛で、それにまつわる土地を何度も田中に購売している。前島・宮園・関谷が捜査したところ、「隕石スキャンダル」の発覚を恐れた田中に、土地の特性を生かして口封じされたことが判明した。
田中盛一郎（たなか せいいちろう）
七和市の天体マニア。金野から隕石関係の土地を何度も購入している。だが、「星神」の名前にこだわりがあり、隕石と土地の事情を知った金野に口止め料を恐喝されたことから、口を封じるために殺害。
黒瀬（くろせ）
刑事部長で、今田より4階級上。前島は「部長刑事」と勘違いして軽率な対応をしたため、彼と今田に怒られる。坂井殺害事件の捜査に参加したい前島に対して「交友関係の人が参加すると私情が入る恐れがある」と渋るが、高倉が「彼なりのやり方も必要である」と捜査に加えさせた。
橋本治子（はしもと はるこ）
前島が「板橋のおばあちゃん」と呼ぶ人で、板橋のはずれにある小さな家に住んでいるからとの事。娘の家族とは離れて、一人暮らし。孫娘に誤って教えた住所のまま、孫娘が手紙を出すのだが（彼女とはなじみである）坂井が機転を利かせて、彼女の住所に届けていた。それに気づいた彼女は坂井にお礼を渡そうとするが、「当たり前のことをしたのですから」と受け取らなかった。坂井が（あまり遠くはないが）転勤になってからも、彼女を心配して様子を見に行ったことがあった。
青木一郎（あおき いちろう）
坂井が集配している地区に住むニート。金欲しさに坂井を強盗殺人、だが坂井が残したダイイングメッセージを前島が突き止めて、逮捕された。

## 書誌情報
- 寺沢大介 『キッテデカ』 小学館（ビッグコミックス）、全2巻
  1. 2013年3月5日発行、2013年2月28日発売 ISBN 978-4-09-184896-3
  2. 2014年9月3日発行、2014年8月29日発売 ISBN 978-4-09-186378-2